# Titanic (Kaos)
Titanic è il primo singolo del rapper italiano Kaos, pubblicato il 3 giugno 2022 come unico estratto dal sesto album in studio Chiodi.